# Le Diable à 4 heures
Pour plus de détails, voir Fiche technique et Distribution.
Le Diable à 4 heures (titre original : The Devil at 4 O'Clock) est un film américain réalisé par Mervyn LeRoy, sorti en 1961.

## Synopsis
Sur l'île volcanique polynésienne française (fictive) de Talua, le père Matthew Doonan est tombé en disgrâce auprès du gouverneur et des habitants, pour avoir favorisé la construction d'un hôpital d'enfants, au pied du volcan, afin de soigner la lèpre (sujet tabou) dont ils sont atteints. Il doit bientôt céder la place à son successeur, le père Joseph Perreau. Mais lorsque le volcan se réveille et que l'évacuation de l'île commence, le père Doonan choisit de retourner une dernière fois à la léproserie, afin de tenter de sauver les enfants et le personnel de l'hôpital. Personne ne voulant l'accompagner, il parvient toutefois à débaucher trois bagnards en fuite (dans l'espoir pour eux d'une remise de peine), Harry, Charlie et Marcel. L'unique route d'accès étant coupée, le seul moyen pour eux de rallier les lieux est un parachutage...

## Fiche technique
- Titre : Le Diable à 4 heures
- Titre original : The Devil at 4 O'Clock
- Réalisateur : Mervyn LeRoy
- Scénario : Liam O'Brien (en), d'après le roman de Max Catto
- Musique : George Duning
- Directeur de la photographie : Joseph Biroc
- Création des décors et direction artistique : John Beckman
- Décors de plateau : Louis Diage (en)
- Montage : Charles Nelson
- Producteurs : Fred Kohlmar et Mervyn LeRoy
- Société de production et de distribution : Columbia Pictures
- Pays : américain
- Langue : anglais
- Genre : Aventure et catastrophe
- Format : Couleur (Eastmancolor) - 35 mm - 1,85:1 - Son : mono (RCA Sound Recording)
- Durée : 126 minutes
- Date de sortie : 
  - États-Unis : 18 octobre 1961

## Distribution
(dans l'ordre du générique de début)
- Spencer Tracy (VF : Louis Arbessier) : Le père Matthew Doonan
- Frank Sinatra (VF : Bernard Noël) : Harry
- Kerwin Mathews (VF : Michel Le Royer) : Le père Joseph Perreau
- Jean-Pierre Aumont (VF : Lui-même) : Jacques
- Grégoire Aslan (VF : Lui-même) : Marcel
- Alexander Scourby (VF : Bernard Dhéran) : Le gouverneur
- Barbara Luna : Camille
- Cathy Lewis (en) : L'infirmière en chef
- Bernie Hamilton (VF : Henry Djanik) : Charlie
- Martin Brandt (de) (VF : Maurice Pierrat) : Le docteur Wexler
- Lou Merrill (en) (VF : Jean Clarieux) : Aristide Giraud
- Marcel Dalio (VF : Lui-même) : Gaston
- Tom Middleton : Paul, le copilote
- Ann Duggan : Clarisse
- Louis Mercier (VF : Paul Bonifas) : Le caporal
- Michèle Montau : Margot
- Eugene Borden : un citoyen
- Jean Del Val (non crédité) (VF : Georges Hubert) : Louis
- Robert M. Luck (VF : Georges Atlas) : le capitaine Olsen
- William Keaulani (VF : Pierre Morin) : le gendarme escortant les trois bagnards